# Le Vampire de Ferat
Pour plus de détails, voir Fiche technique et Distribution.
Le Vampire de Ferat (Upír z Feratu) est un film tchécoslovaque réalisé par Juraj Herz, sorti en 1982.

## Fiche technique
- Titre original : Upír z Feratu
- Titre français : Le Vampire de Ferat
- Réalisation : Juraj Herz
- Scénario : Juraj Herz, Jan Fleischer, Josef Nesvadba et Dagmar Zelenková
- Photographie : Richard Valenta
- Musique : Petr Hapka
- Pays d'origine :  Tchécoslovaquie
- Genre : horreur, science-fiction
- Date de sortie : 1982

## Distribution
- Jiří Menzel : Dr Marek
- Dagmar Havlová : Mima
- Jana Brezková : Luisa
- Petr Čepek : Kriz
- Jan Schmid : Dr. Kaplan
- Zdenka Procházková : Madame Ferat